# Đường cong

Đường parabol, ví dụ về đường cong đơn giản.

Trong toán học, đường cong nói tổng quát là một đối tượng tương tự như đường thẳng nhưng không đòi hỏi nó phải thẳng. Điều này nói lên là đường thẳng là một trường hợp đặc biệt của đường cong, hay đường cong có độ cong bằng 0.
Các đường cong hai chiều (đường cong phẳng) hoặc đường cong ba chiều trong không gian Euclid là những đối tượng được quan tâm nghiên cứu nhiều.
Nhiều bộ môn toán học đã được gán cho các ý nghĩa khác nhau phụ thuộc vào lĩnh vực nghiên cứu, do vậy ý nghĩa chính xác phụ thuộc vào bối cảnh đề cập tới chúng. Tuy thế, các ý nghĩa này là những ví dụ cụ thể của một định nghĩa tổng quát hơn. Chẳng hạn, đường cong là một không gian tô pô mà ánh xạ đồng phôi cục bộ vào một đường thẳng. Trong ngôn ngữ thường ngày, điều này có nghĩa là đường cong là tập hợp các điểm mà tại lân cận đủ nhỏ của mỗi điểm trên nó sẽ nhìn giống như một đường thẳng khi bỏ qua những biến dạng nhỏ. Ví dụ về đường cong như đường parabol bên cạnh. Một số đường cong đặc biệt đã được nghiên cứu trong nhiều lĩnh vực toán học khác nhau.
Các khái niệm liên hệ gần gũi với đường cong đó là "đồ thị của hàm số" (chẳng hạn "đường cong Phillips") và "đồ thị hai chiều hoặc đồ thị ba chiều không có nút thắt".
Ngoài toán học, đường cong cũng được sử dụng làm phép ẩn dụ, như "đường cong học".